# Why Do I Always Get it Wrong?
"Why Do I Always Get it Wrong?" (tradução portuguesa: "Porque é que eu sempre me equívoco?") foi a canção selecionada para representar a televisão pública britânica (BBC) no Festival Eurovisão da Canção 1989, interpretada em inglesa pela banda Live Report (constituída por seis elementos: Ray Caruana, John Beeby, Brian Hodgson, Maggie Jay, Mike Bell e Peter May). Foi a sétima canção a ser interpretada na noite do festival realizado em Lausanne, na Suíça, depois da canção belga, interpretada por Ingeborg Sergeant e antes da canção norueguesa "Venners nærhet, interpretada por Britt Synnøve. No final, a canção britânica terminou em segundo lugar, recebendo um total de 130 pontos.

## Autores
A canção foi escrita por  John Beeby, composta por Brian Hodgson e foi orquestrada por Ronnie Hazlehurst. 

## Letra
A canção é uma balada de amor que gira em torno de um homem que partiu para um lugar "onde (a sua amada) não poderá encontrar". Como ela lhe causa tanto sofrimento , afastando-se da sua presença é o único meio para parar a dor. Chorando contra este amor ilógico de uma mulher que o tratou tão mal, Caruana (vocalista da banda) pergunta "Porque é que eu me equívoco sempre?".

## Top de vendasbritânico
Esta canção não teve sorte, em termo de vendas, não indo além de um modesto #73 no UK Singles Chart.